# Bochum
Bochum (in basso tedesco Bochum) è una città extracircondariale di 363 441 abitanti della Renania Settentrionale-Vestfalia, in Germania, facente parte della grande conurbazione costituita dalla Regione della Ruhr (Ruhrgebiet).
Città extracircondariale facente capo al Distretto governativo di Arnsberg, Bochum è uno dei cinque Oberzentren (città di rilevanza regionale) del Bacino della Ruhr, mentre per popolazione è il sesto comune del Land, il secondo della Vestfalia ed il ventesimo dell'intera Germania. Bochum è inoltre parte delle comunità della Landschaftsverband Westfalen-Lippe e della Regionalverband Ruhr. È considerata dal 1905, anno del raggiungimento dei 100 000 abitanti, Großstadt.
In città si trovano nove tra università e distaccamenti, tra cui l'Università della Ruhr che, con i suoi oltre 30 000 studenti, costituisce uno dei più importanti complessi universitari dell'intera Germania. Note a livello nazionale sono anche istituzioni del calibro del Deutsches Bergbau-Museum (il museo minerario tedesco), il teatro della Schauspielhaus Bochum, il planetario, l'Eisenbahnmuseum Bochum-Dahlhausen (museo ferroviario), la zona turistico-culinaria del Bermudadreieck, lo stadio di calcio cittadino Rewirpowerstadion, lo zoo con annesso Fossilium e la rappresentazione da oltre vent'anni del musical di successo mondiale Starlight Express.
In seguito al declino dell'attività mineraria la città iniziò a specializzarsi come centro di servizi. Vi sono comunque ancora diverse istituti legati al mondo dell'estrazione: la Bochumer Verein, ad esempio, segnò tutta la successiva storia dell'acciaieria perfezionando l'utilizzo degli stampi per l'acciaio. Primi prodotti della ditta furono delle campane d'acciaio: quella da 15000 kg esposta davanti al municipio cittadino commemora proprio l'epoca in cui queste venivano realizzate.

## Geografia fisica

Suddivisione in distretti della città di Bochum.

La città si distende lungo il cosiddetto "Bochumer Landrücken" (crinale di Bochum), una porzione delle alture presenti tra i fiumi Ruhr ed Emscher, facendo da giunzione tra le zone minerarie meridionali e settentrionali del bacino. Il punto più elevato della città si trova in Kemnader Straße a 196 metri s.l.m., mentre il punto più basso è rappresentato dal Blumenkamp in Hordel con solo 43 metri s.l.m.
Ciò significa che il terreno cittadino è caratterizzato da una pendenza pressoché costante, che raramente supera il 3%: alcune piccole eccezioni sono costituite dalla Harpener Hellweg verso la riserva protetta di Berghofer Holz (3,4 %), o dalla Westenfelder Straße situata nel distretto cittadino (Stadtbezrik) di Wattenscheid (3,47 %). Più ripida della media urbana è anche la Kemnader Straße di Stiepel, che giunge fino al 5,1%. Si incontrano, infine, strade secondarie e sentieri ripidi che portano alla bassa valle o alle frazioni, come Kassenberger Straße e la Dr.-C.-Otto-Straße a Dahlhausen, o la Blankensteiner Straße nella zona sud di Bochum.
La città raggiunge il proprio massimo sviluppo in direzione est-ovest (17,1 km), mentre in direzione nord-sud si estende per un massimo di 13 chilometri: il perimetro urbano è di 67,2 km.

### Geologia
Importante è la presenza di rocce sedimentarie risalenti al Carbonifero ed al Cretacico. È possibile, in particolare, vedere la stratificazione geologica visitando le ex-cave di Zeche Klosterbusch e nel Giardino geologico cittadino, il Geologischer Garten Bochum

### Idrografia
Oltre al corso d'acqua principale, la Ruhr, si contano l'Oelbach (con i suoi affluenti Gerther Mühlenbach, Harpener Bach e Langendreer Bach) ed il Lottenbach. Corsi d'acqua minori sono l'Hörsterholzer Bach, il Knöselbach ed altri. Appartenenti invece al bacino dell'Emscher sono il Marbach e l'Ostbach.

### Vegetazione
La città ospita, nella parte meridionale, alcune foreste, tra cui il Weitmarer Holz costituito principalmente da querce e faggi. La presenza di Aquifoliaceae è indice di clima temperato.

### Confini urbani
Bochum confina con le città di Herne, Castrop-Rauxel, Dortmund, Witten, Hattingen, Essen e Gelsenkirchen.

### Suddivisione urbana
Bochum è suddivisa al proprio interno in 6 Stadtbezirken, o distretti cittadini, ognuno dotato di proprio consiglio e relativo presidente (Bezirksbürgermeister). A loro volta, i distretti sono suddivisi in ulteriori quartieri, la maggior parte dei quali costituiva in tempi passati comune a sé. Questi statistischen Bezirke sono così suddivisi:
| Stadtbezirk  | Quartieri |
| ------------ | --- |
| Mitte        | 10 Grumme, 11 Gleisdreieck, 13 Altenbochum, 14 Südinnenstadt, 15 Kruppwerke, 16 Hamme, 17 Hordel, 18 Hofstede, 19 Riemke |
| Wattenscheid | 24 Günnigfeld, 25 Wattenscheid-Mitte, 26 Leithe, 27 Westenfeld, 28 Höntrop, 29 Eppendorf                                 |
| Nord         | 36 Bergen/Hiltrop, 37 Gerthe, 38 Harpen/Rosenberg, 39 Kornharpen/Voede-Abzweig                                           |
| Ost          | 46 Laer, 47 Werne, 48 Langendreer, 49 Langendreer-Alter Bahnhof                                                          |
| Süd          | 53 Wiemelhausen/Brenschede, 54 Stiepel, 55 Querenburg                                                                    |
| Südwest      | 63 Weitmar-Mitte, 64 Weitmar-Mark, 65 Linden, 66 Dahlhausen                                                              |

## Storia

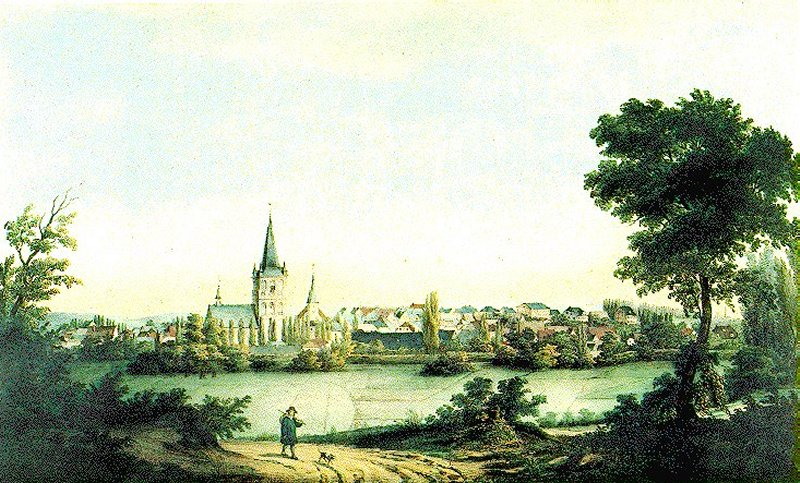
Vista della città di Bochum, dipinto del 1840.

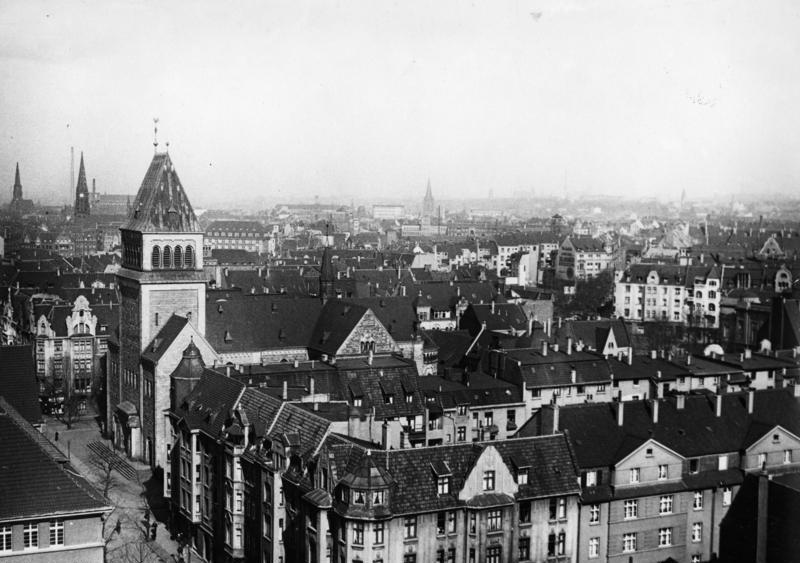
Vista della città di Bochum, immagine del 1939.

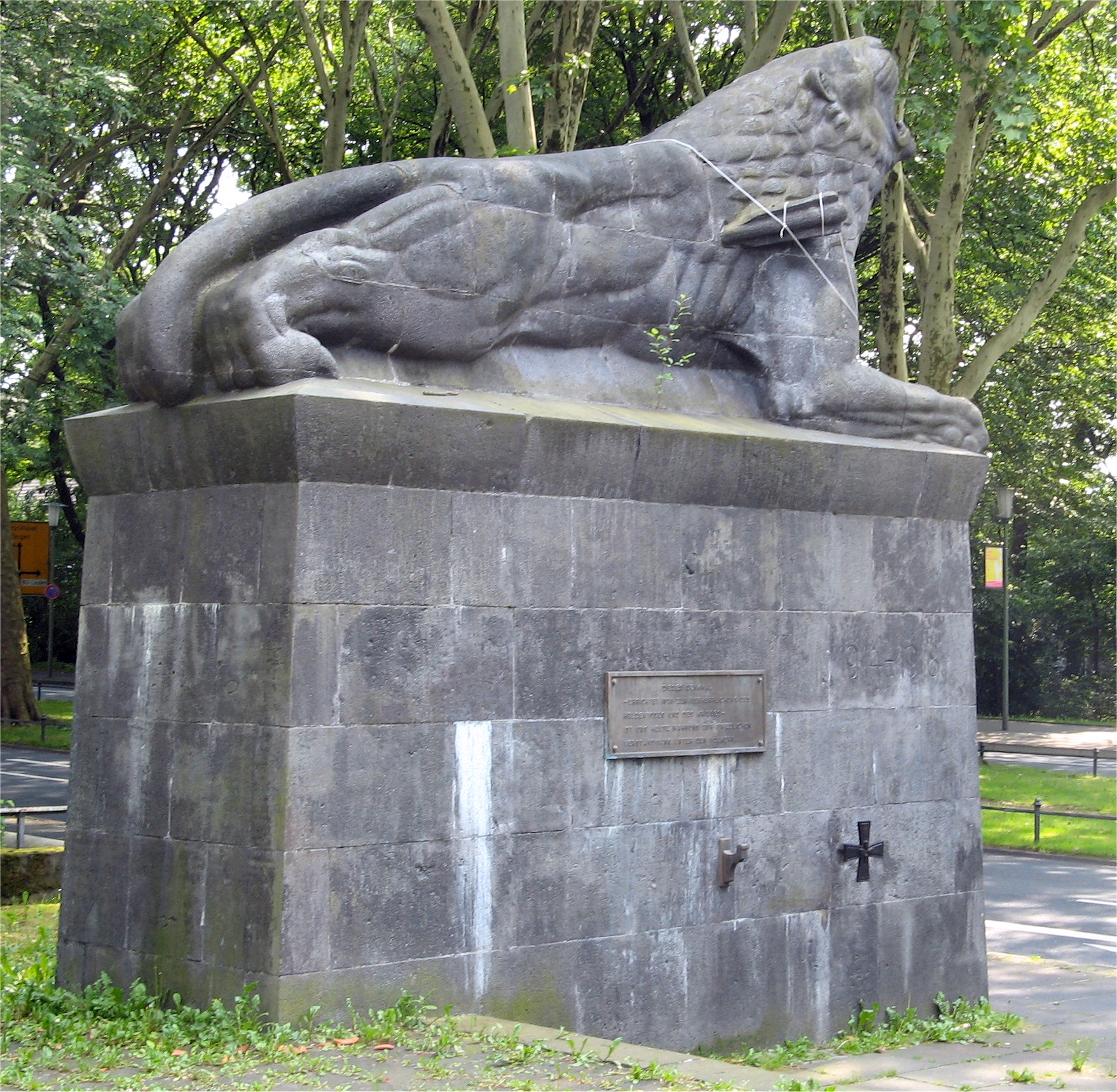
Il Monumento del Leone (Löwendenkmal).

Le prime tracce di presenza umana stanziale nel territorio dell'attuale Bochum sono riconducibili ai reperti risalenti al tardo Neolitico nei pressi del fiume Oelbach.
La prima nozione della città si trova in un urbario dell'abbazia di Werden (oggi sobborgo della città di Essen) datato 890 d.C., ma è probabile che Carlo Magno fondò già intorno all'anno 800 un castello (Reichshof) vicino all'incrocio di due strade importanti, situato tra la chiesa 'Probsteikirche' e l'odierno ospedale 'Elisabeth Hospital'. Successivamente, nell'anno 1041, la città viene menzionata in un documento dell'arcivescovo di Colonia, nel quale Bochum viene citata come Cofbuokheim. Nel 1321 Engelberto II de la Marca risulta confermare in un documento i poteri allo scoltetto locale dopo l'acquisizione dei diritti da parte del conte su Bochum: spesso questo evento verrà citato anche come il momento della concessione a questa del Titolo di città.
Bochum rimarrà ciononostante (sebbene già rispettivamente dal XIV secolo e dal 1502 erano state attivate miniere di carbone ed estrazioni a cielo aperto) fino al XIX secolo una cittadina dal carattere prettamente agricolo, sede però di alcune autorità dalla più ampia giurisdizione sui territori circostanti, alle quali si aggiunse nel 1738 l'installazione dell'autorità mineraria.
Fino al 1806 la città appartenne alla Contea di Mark, poi, fino al 1813, al Dipartimento della Ruhr all'interno del Granducato di Berg, per rientrare in seguito nel provvisorio Governo civile tra Reno e Weser gestito dai Prussiani. Nel 1815 entrò definitivamente a far parte della Prussia, compresa nella Provincia di Vestfalia. Dal 1817 Bochum fu sede di Landkreis, sebbene dal 1876 divenne essa stessa Città extracircondariale. Nel 1929 venne infine sciolto anche l'omonimo circondario.
L'ascesa di Bochum come città mineraria ebbe inizio nel 1840, con l'apertura della prima miniera, chiamata Zeche Vereinigte Präsident, che iniziò l'estrazione del carbone nel 1844. Si trattava della prima miniera sotterranea aperta nella zona Vestfalica del Bacino della Ruhr, in quanto i pozzi della miniera attraversavano uno strato di marna. Durante gli anni Cinquanta e Sessanta del XIX secolo proliferò l'apertura di miniere sotterranee, che fino alla fine dello stesso dominavano il contesto economico e produttivo locale, insieme all'industria dell'acciaio. Si può ricordare tra le figure cardine dell'epoca quella di Jacob Meyer, che acquistò nel 1843 un'area lungo la Essener Chaussee per impiantare una propria acciaieria. Nel 1854, dopo l'ingresso nella società di alcuni imprenditori originari di Colonia, questa venne ridenominata Bochumer Verein für Bergbau und Gußstahlfabrikation, divenendo una delle aziende-traino della città ed una delle principali dell'intera regione della Ruhr.
Le difficoltà tecniche nell'apertura e messa in sicurezza di nuove miniere e, in contemporanea, una fase di impasse finanziaria portarono ad una successiva fase di stasi, a cui si aggiunse anche un periodo di crisi economica post-unificazione che fece temporaneamente rallentare la corsa del mercato del carbone.
A partire dagli anni Ottanta dell'Ottocento la situazione riprese a migliorare radicalmente, con l'apertura di nuove miniere, che fruirono di appositi collegamenti ferroviari. Per la realizzazione di acciaio, furono istituiti opportuni stabilimenti per la corretta raffinazione del carbone, realizzati in prossimità delle miniere stesse di carbone.
Nel 1843, stesso anno della fondazione della Bochumer Verein, era stato eletto borgomastro Max Greve, fervente sostenitore di una politica di sviluppo industriale per la città: il suo lungo mandato verrà in seguito ricordato per l'installazione dei primi gasometri (1854), la creazione dell'acquedotto (1871) e la fondazione della locale Camera di commercio. La crescita economica delle miniere e dell'industria siderurgica portò a una forte domanda di manodopera, assolutamente non soddisfacibile da parte della popolazione cittadina dell'epoca, la quale di conseguenza crebbe in modo esponenziale tra il 1843 ed il 1873, raggiungendo dagli iniziali 4 282 abitanti la cifra di 25 174.
Al fine di ospitare la nuova manodopera resasi necessaria, vennero realizzate nuove abitazioni nei pressi dei luoghi di lavoro, lontano dalle tradizionali zone residenziali urbane. Le abitazioni della Bochumer VereinSi sorsero nella zona di Griesenbruch, separate dal centro della città dalla ferrovia.
Nel 1860 Bochum fu collegata alla ferrovia Witten/Dortmund–Oberhausen/Duisburg, gestita dalla compagnia ferroviaria Bergisch-Märkische Eisenbahn-Gesellschaft, mentre nel 1874 fu la compagnia Rheinische Eisenbahn-Gesellschaft a realizzare la tratta Osterath–Dortmund Süd. Entrambe verranno nazionalizzate alcuni anni dopo, nel 1880.
La crescita della città alla fine del XIX secolo si svolse senza un piano preordinato, sicché si possono incontrare poche infrastrutture di ampio respiro e progettazione. Vicino alle miniere si trovavano insediamenti industriali e abitazioni per lavori, mentre anche le fattorie e le aziende agricole tradizionalmente sparse nell'intorno continuavano il proprio operato. I quartieri che mostrarono il maggiore tasso di crescita della popolazione furono quelli settentrionali ed orientali (Langendreer, Werne, Riemke, Hofstede).
La prima linea tranviaria entrò in funzione nel 1894 ed univa Bochum ad Herne; dal 1896 è gestita dalla società di trasporti Bochum-Gelsenkirchener Straßenbahnen (BoGeStra).
Nel frattempo, l'espansione della città era proseguita - e con essa la fornitura di gas ed acqua - fino all'incorporazione delle vicine città di Hamme, Hofstede, Grumme e Wiemelhausen. Nel 1905 raggiunse lo stato di Großstadt, ossia di città al di sopra dei 100 000 abitanti. Ciononostante il vero e proprio centro cittadino era ancora molto eterogeneo e di proporzioni comparabili a quelle di piccole città: bisognerà attendere fino allo scoppio della prima guerra mondiale per vedere presentati un piano di ampliamento del centro e del distretto di Ehrenfeld.
Le conseguenze della guerra - la disoccupazione, gli scioperi, l'occupazione francese, la svalutazione monetaria - fermarono ulteriormente la crescita: solo tra il 1925 ed il 1929 l'economia tornò a conoscere un periodo di ripresa e sviluppo. In questo periodo furono annessi al territorio della città anche i borghi limitrofi di Riemke, Langendreer, Stiepel e Querenburg. Sebbene i confini urbani ora raggiungessero la valle settentrionale della Ruhr, non fu evasa la richiesta della città di un accesso al Canale Reno-Herne, che sarebbe stato economicamente importante.
Il 9 novembre 1938, durante la cosiddetta Notte dei cristalli, anche Bochum fu interessata da azioni contro i cittadini ebrei, con l'incendio della sinagoga locale, la distruzione di diverse case e l'inizio delle deportazioni verso i campi di concentramento. Tra questi primi deportati, almeno 500 moriranno durante gli anni successivi, di cui almeno 19 di età inferiore ai 16 anni.
Nel dicembre 1938, l'insegnante di scuola elementare ebraica Elsa Hirsch cominciò a organizzare il trasferimento nei Paesi Bassi e nel Regno Unito di bambini e adolescenti ebrei per salvarli dal tragico destino che attendeva loro. Molti bambini di Bochum, appartenenti a gruppi perseguitati dal nazismo furono accolti da famiglie olandesi, che ne assicurarono la sopravvivenza.
Durante la seconda guerra mondiale la città fu distrutta dai bombardamenti per il 38%. Dal 20 giugno 1940 al 22 marzo 1945 vi furono 46 diversi bombardamenti, in gran parte portati a segno dalla Royal Air Force, che sganciò circa 11 595 tonnellate di bombe.
Dopo la fine della seconda guerra mondiale Bochum entrò a far parte della zona di occupazione britannica. L'amministrazione militare britannica a Bochum istituì due campi profughi per i numerosi rifugiati. La maggior parte di costoro erano ex lavoratori forzati della Polonia.
Nel dopoguerra, Bochum si caratterizzò come centro culturale della zona della Ruhr. Nel 1962, sul sito dell'ex miniera di carbone del Dannenbaum, aprì la Adam Opel AG, una sussidiaria della General Motors, che divenne un simbolo del cambiamento strutturale della Ruhr.
Nel 1964, nel quartiere Harpen aprì il Ruhr-Park, un grande centro commerciale, nel 1973 chiuse l'ultima miniera (Zeche Hannover). A fianco delle ampie zone industriali si crearono grandi aree verdi, a volte quasi rurali che si estendono fino alla Ruhr e al bacino di Kemnader. Nel 1979 venne inaugurata la prima linea di metropolitana leggera della Ruhr e il Rewirpowerstadion.
Dal 1965 Bochum è città universitaria, vi ha infatti sede l'Università della Ruhr a Bochum.

## Monumenti

### Architetture civili
- Municipio, progettato dall'architetto Karl Roth e costruito tra il 1927 ed il 1931 in stile rinascimentale.
- Vecchia birreria Rietkötter (Altes Brauhaus Rietkötter), aperta nel 1777 è ospitata all'interno di una casa del 1630.

### Architetture religiose
- Chiesa parrocchiale dei SS. Pietro e Paolo (Propsteikirche St. Peter und Paul), è l'edificio di culto più antico di Bochum. Venne costruita per volontà di Carlo Magno tra il 785 e l'800. Ricostruita e rimaneggiata nel corso dei secoli, ospita al suo interno alcune reliquie di Santa Perpetua.
- Chiesa di San Paolo (Pauluskirche) costruita dalla comunità protestante a partire dal 1655, venne pesantemente danneggiata da un bombardamento nel 1943 e ricostruita nel dopoguerra
- Chiesa evangelica luterana

## Società

### Evoluzione demografica

Popolazione di Bochum

Nel 1904 Bochum raggiunse i 100 000 abitanti, e con ciò diventò Metropoli. Nel 1926 il numero degli abitanti era raddoppiato ed aveva raggiunto i 200 000. Il 1º gennaio 1975 la città di Wattenscheid (che contava 81 469 abitanti) fu inglomerata a Bochum, che con ciò raggiunse il massimo storico di 417 336 abitanti. Il 31 dicembre 2005 il numero di persone con residenza principale a Bochum (secondo l'ufficio statistico del Nordrhein-Westfalen era 385 626 e la prognosi per il futuro prevedeva 337 620 abitanti nel 2030.

## Cultura
A Bochum si trovano 5 istituti superiori, per un totale di 50 000 studenti, 31 000 dei quali frequentano la Ruhr-Universität, una delle più grandi università tedesche.

### Musei

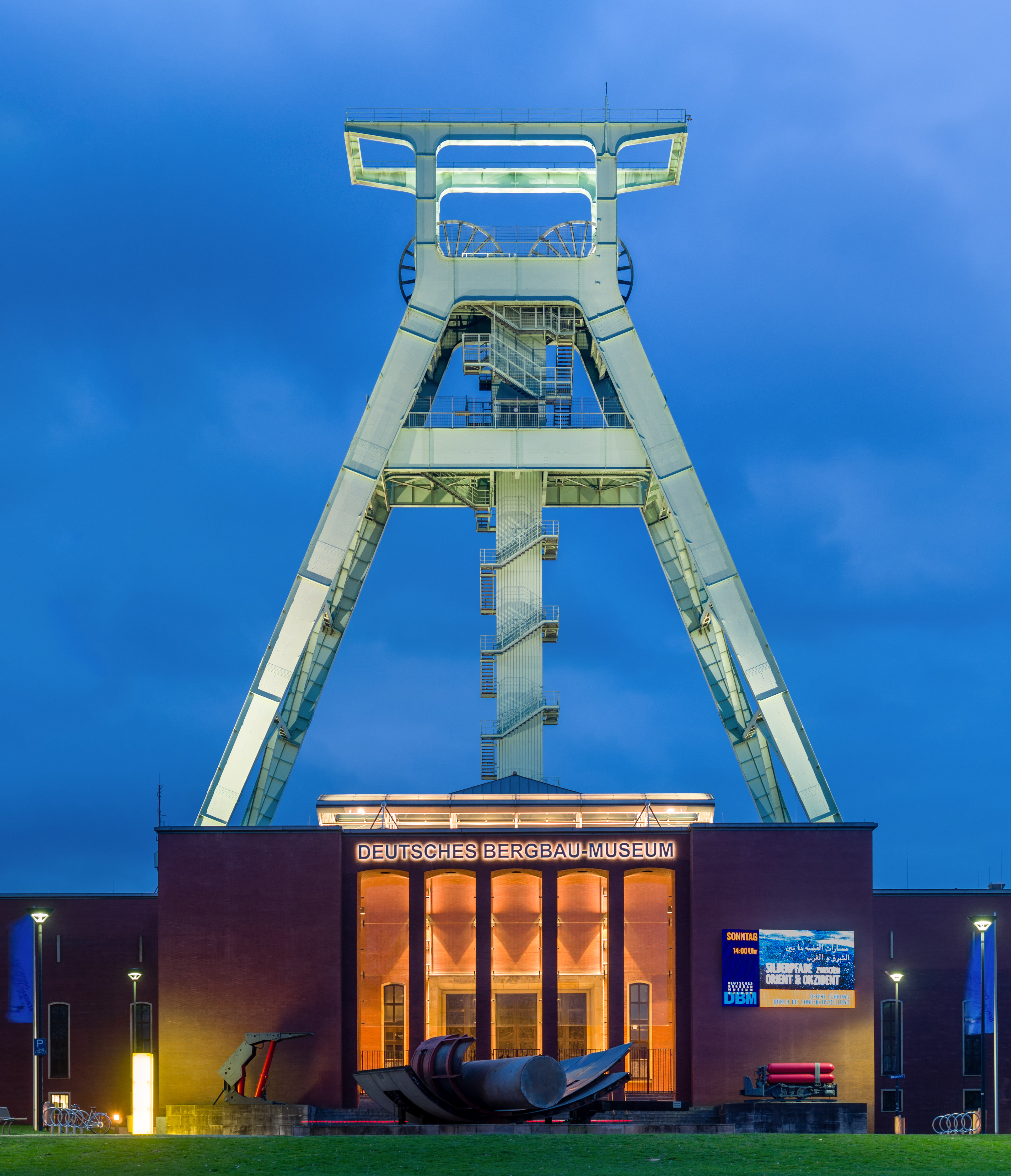
Il museo minerario tedesco di Bochum.

Il museo minerario tedesco di Bochum (Deutsches Bergbau-Museum Bochum abbreviato DBM) è uno dei più importanti musei minerari del mondo ed un rinomato istituto di ricerca per la storia mineraria; ogni anno attrae circa 400 000 visitatori.

## Sport
La squadra locale è il Verein für Leibesübungen Bochum 1848 che attualmente milita in Bundesliga.

## Infrastrutture e trasporti
- Stadtbahn di Bochum e Gelsenkirchen
- Stazione di Bochum Hauptbahnhof

## Amministrazione

### Gemellaggi
Bochum è gemellata con le seguenti città:
- Sheffield, dal 1950
- Oviedo, dal 1980
- Donec'k, dal 1987
- Nordhausen, dal 1990

#### Accordi di cooperazione
Bochum ha accordi di cooperazione con le seguenti città:
- Lecco, dal 2009[7]

### Calcio
Il VfL Bochum nel 2021 è tornato nella prima divisione tedesca. Il SG Wattenscheid 09 è la seconda squadra della città e milita in Regionalliga.